# Tamar van den Dop
Tamar van den Dop (Amsterdam, 8 februari 1970) is een Nederlandse actrice, regisseuse en scenarioschrijfster. In 1997 ontving zij een Gouden Beeld voor haar rol in de serie Zwarte Sneeuw. Als theateractrice won zij in 2000 de Colombina voor haar rol als Hanna in de voorstelling Schlemiel van het theatergezelschap Het Groote Hoofd. Voor haar rol in Speeldrift van Toneelschuur Producties en het Nationale Toneel werd zij in 2013 genomineerd voor de Colombina. Zij had een belangrijke bijrol in de film Karakter, die in 1998 de Oscar won voor beste buitenlandse film.

## Loopbaan
Ze groeide op in Amsterdam-Zuid in een éénouder gezin; haar vader heeft ze nooit gekend.  Ze volgde de middelbare school aan het Montessori Lyceum Amsterdam.  Al tijdens die opleiding debuteerde ze (dan nog Tamara) in 1984 met het Snatertheater op het podium van Jeugdtheater De Krakeling aan de Nieuwe Passeerdersstraat (Liefde in Afrika; Madame la Directrice)  en  in 1986 in de film Op hoop van Zegen, waarin ze de rol speelde van Clementine, dochter van reder Bos. Zij (16) speelde daarin samen met Danny de Munk (15).
Tussen 1989 en 1993 studeerde ze aan de Toneelacademie Maastricht. Tijdens haar studie speelde ze in de film De Provincie, wat haar een Gouden Kalf nominatie opleverde. Ook met haar rol in de film De Omweg in 2000 won ze een Gouden Kalf. Als actrice maakte zij carrière met rollen in diverse films en televisieseries zoals Wolfsbergen, Karakter en Zwarte Sneeuw. Ook speelt zij bij diverse toneelgezelschappen.
Van den Dop had succes met haar korte films Lot en Schat. Beide films waren de Nederlandse inzendingen voor de Academy Awards voor 2002 en 2004. Lot leverde haar zowel de Speciale Juryprijs als de Publieksprijs op bij het Festival Premiers Plans d'Angers in Angers. In 2007 kwam haar speelfilmdebuut, Blind, uit; deze film was gebaseerd op De sneeuwkoningin van Hans Christian Andersen. Het scenario van Blind is ook uitgegeven als novelle bij uitgeverij Podium en werd geschreven in samenwerking met Thomas Verbogt.
Sinds 2016 is ze werkzaam bij het Het Nationale Theater (onder andere Leedvermaak trilogie, De jaren, Every briljant thing en Laagland). 
Gedurende die jaren kreeg Van den Dop te maken met diverse vormen van discriminatie op bijvoorbeeld vlakken van leeftijd, moederschap (opnamen tijdens vakantieperiode) en uiterlijk. 
In 2023 was ze te zien in de serie De droom van de jeugd, waarin ze de rol speelde die bij haar leeftijd en situatie past. In datzelfde jaar volgde de documentaire Mag ik je aanraken? (een aflevering van Het uur van de wolf), waarin ze een diverse groep acteurs ondervraagt over het spelen van seksgetinte scènes en hun gevoelens daarbij. Sommigen hebben gewerkt met intimiteitscoördinator Markoesa Hamer en met siliconen of stoffen buffertjes die direct huidcontact op erogene zones voorkomen. Sommige acteurs ijveren voor een diverser beeld van seks. Anderen vinden de nieuwe ontwikkelingen maar onzin. 
Ze heeft twee kinderen met fotograaf en cameraman Gregor Meerman.

## Filmografie als actrice
- Op hoop van Zegen (1986) - Clementine Bos
- Jan Rap en z'n maat (1989)
- De Provincie (1991) - Lili
- Crankybox (1994), eindexamenfilm Toneelacademie Maastricht (regie: Frans Weisz)
- De Partizanen Televisieserie - Therese (1995)
- Zwarte Sneeuw Televisieserie - Eva Bender (1996)
- Karakter (1997) - Lorna Te George
- Kringen van de tijd (1997) - Circe
- Het Glinsterend pantser (1998) - Alice van Voorde
- Thuisfront (1998) - Lucia
- De Ontbrekende Schakel (1999) - Lydia Veenema
- De Omweg (2000) - Joanna
- Babyphoned Televisieserie - Ellen (Afl., Satan huilt, 2002)
- Polonaise (2002) - Hilde
- Russen Televisieserie - Esther Vuijk (Afl., Satan huilt, 2002)
- Brush with Fate (2003) - Edith
- Klem in de draaideur (2003) - Winnie Sorgdrager
- Stop! (2003) - Filmregisseuse
- Birth of the Western, Holland 1903 (2004) - Roos
- Keyzer & De Boer Advocaten Televisieserie - Michelle Huisman (Afl., Dwaze vaders, 2005)
- Baantjer Televisieserie - Maaike Verhoef (Afl., De Cock en de man die weg wilde, 2005)
- Wolfsbergen (2007) - Sabine
- De co-assistent - Elsje Esselbrugge (Afl. Beroepsgeheim, 2009)
- NPS Micromovies - Spannend verhaal!
- One Night Stand V - Proces - als de moeder van het slachtoffer van zinloos geweld
- Mixed Up (2011) - Bien
- Lukas aan Zee (korte film) (2016) - Eva
- Instinct (2019) - Milly
- Oogappels (televisieserie, 2021) - Gwen
- Het Gouden Uur (televisieserie, 2022) - Linda
- De droom van de jeugd (televisieserie, 2023) - Carla
- Sinterklaasjournaal (2024) - Dokter
- En we vliegen door de dagen (2025) - Rebecca

## Filmografie als regisseuse
- Lot (2003)
- Schat (2004)
- Blind (2007)
- Supernova (2014)
- Mag ik je aanraken? (2023)

## Theater
- 1991-1992 - Gyges en zijn ring als Lesbia (Toneelgroep Amsterdam)
- 1993 - Exiles (Kaaitheater)
- 1994 - Heartbreak House (Ro Theater)
- 1997 - Flirt (Het Zuidelijk Toneel)
- 1998 - Judith als Judith (NES-producties)
- 2000 - Messen in Hennen (Noord Nederlands Toneel)
- 2000-2003 - Schlemiel (Kvetch) als huissloof Hannah (Het Grote Hoofd)
- 2002-2003/2004 - De Gouden Eeuw (Orkater)
- 2004-2005 - IK als o.a. Emma Bovary (Orkater)
- 2007-2009 - A Streetcar Named Desire als Blanche (TA-2 / Toneelschuur Producties)
- 2008/2011 - De eenzame weg als Gabriele Wegrath (Compagnietheater in samenwerking met Het Derde Bedrijf)
- 2009-2010 - Kees de jongen als Moeder van Kees (De Toneelmakerij)
- 2010 - Onder Controle (Toneelschuur Producties)
- 2010-2011 - Emilia Galotti als Orsina (Nationale Toneel)
- 2011 - Olie als Eva (Compagnietheater in samenwerking met Het Derde Bedrijf)
- 2012 - Schuldeisers (Compagnietheater in samenwerking met Het Derde Bedrijf)
- 2013 - Speeldrift (coproductie Toneelschuur Producties en Nationale Toneel, regie Casper Vandeputte), nominatie Colombina
- 2013 - Het stenen bruidsbed (Nationale Toneel)
- 2014 - Bug (Jacop Ahlbom)
- 2015 - Sneeuwwitje (Ko van den Bosch)
- 2016 - Olie als Eva (Compagnietheater in samenwerking met Nationale Toneel)
- 2025 - Moeder Courage (Het Nationale Theater)